# 28 км (Оренбургская область)
28 км — разъезд (населённый пункт) в Акбулакском районе Оренбургской области. Входит в состав Мичуринского сельсовета.

## География
Разъезд находится при остановочном пункте 28 км Южно-Уральской железной дороги, на расстоянии примерно 3 км от посёлка городского типа Акбулак, административного центра района.

### Часовой пояс
Разъезд 28 км, как и вся Оренбургская область, находится в часовой зоне МСК+2. Смещение применяемого времени относительно UTC составляет +5:00.

## История
Населённый пункт появился при строительстве железной дороги. В селении жили семьи тех, кто обслуживал железнодорожную инфраструктуру разъезда.

## Население
| 2010 |
| ---- |
| 20   |

## Улицы
В населённом пункте имеется одна улица — Магистральная.

## Инфраструктура
Путевое хозяйство линии Орск — Рудный Клад Южно-Уральской железной дороги. Действует остановочный пункт 28 км.